# سيد
السيِّد هو لفظ احترام يسبق اسم الرجل للتشريف، فيقال: السيد فلان.

## سيد في اللغة العربية
سَيِّد: اسم، والجمع: أسْياد وسادَة، المؤنث: سيِّدة
- السَّيِّدُ: المالكُ
- السَّيِّدُ: المَلِكُ
- السَّيِّدُ: الموْلَى ذو العبيد والخدمِ
- السَّيِّدُ: كلُّ من افتُرِضَتْ طاعتهُ
- أَيُّها السَّادَةُ والسَّيِّداتُ: عِبارَةٌ تُقالُ احْتِراماً لِلْحُضورِ
- هُوَ سَيِّدُ نَفْسِهِ: أَي الْمُسْتَقِلِّ بِنَفْسِهِ
- كانَ سَيِّدَ الْمَلْعَبِ: اللاَّعِبَ الَّذِي اسْتَطاعَ أَنْ يَفْرِضَ نَفْسَهُ بِلَعِبِهِ

### في الأديان
- السَّيِّدُ الْمَسيحُ: لَقَبُ النَّبِيِّ عِيسَى بْنِ مَرْيَمَ
- السَّيِّدَةُ العَذْراءُ: لَقَبُ مَرْيَمَ العَذْراءَ
- السَّيِّدانِ: الحَسَنُ والحُسَيْنُ أبْناء عَلِيِّ بْنِ أَبِي طالِبٍ
- السيد: لقب عند الشيعة الاثنا عشرية والعلوية يطلقونه على كل من ينتهي نسبه لأبيه إلى النبي محمد عن طريق ابنته فاطمة الزهراء.